# Eulenbruch (Lichtenborn)
Eulenbruch ist ein Weiler der Ortsgemeinde Lichtenborn im Eifelkreis Bitburg-Prüm in Rheinland-Pfalz.

## Geographische Lage
Eulenbruch liegt rund 500 m südwestlich des Hauptortes Lichtenborn auf einer Hochebene. Der Weiler ist von landwirtschaftlichen Nutzflächen sowie Waldbestand im Norden umgeben. Nördlich fließt ein Ausläufer des Halenbaches, südlich befindet sich die Quelle der Enz.

## Geschichte
Zur genauen Entstehungsgeschichte des Weilers liegen keine Angaben vor. Die Ansiedlung besteht heute im Wesentlichen aus einem landwirtschaftlichen Betrieb sowie fünf eigenständigen Anwesen.
Nördlich von Eulenbruch wurde in der Zeit um 1951 ein Steinbruch betrieben.

## Naherholung
Möglichkeiten zum Wandern gibt es ab dem Hauptort Lichtenborn.

## Wirtschaft und Infrastruktur

### Unternehmen
In Eulenbruch ist ein landwirtschaftlicher Nutzbetrieb ansässig.

### Verkehr
Es existiert eine regelmäßige Busverbindung.
Eulenbruch ist durch die Kreisstraße 122 von Lichtenborn in Richtung Dreis erschlossen.